# 法尔克 (摩泽尔省)
法尔克（法語：Falck，法語發音：[falk]）是法国摩泽尔省的一个市镇，属于福尔巴克-布莱摩泽尔区。

## 地理
法尔克（49°13'27"N, 6°38'16"E）面积6.07 平方千米，位于法国大東部大區摩泽尔省，该省份为法国东北部内陆省份，是洛林的一部分，西南接默尔特-摩泽尔省，东临下莱茵省，北与卢森堡和德国接壤。
与法尔克接壤的市镇（或旧市镇、城区）包括：库姆、克勒茨瓦尔德、达朗、盖尔坦、阿加滕欧米讷、梅尔滕。

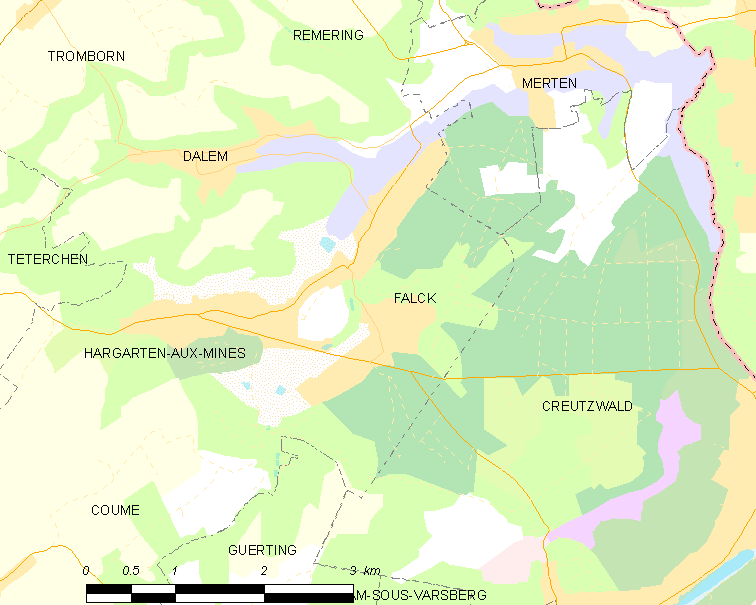
的OSM定位图

法尔克的时区为UTC+01:00、UTC+02:00（夏令时）。

## 行政
法尔克的邮政编码为57550，INSEE市镇编码为57205。

## 政治
法尔克所属的省级选区为布宗维尔县。

## 人口

1962-2008年间人口变化图示

法尔克于2022年1月1日时的人口数量为2516人。